# Borušov
Borušov település Csehországban, a Svitavyi járásban. Borušov Maletín, Mohelnice, Mírov, Dětřichov u Moravské Třebové, Gruna és Staré Město településekkel határos. Lakosainak száma 167 fő (2024. január 1.).

## Népesség
A település lakosságának változását az alábbi diagram mutatja:
| Lakosok száma | 587  | 611  | 454  | 277  | 199  | 163  | 171  | 179  | 171  | 167  |
|               | 1869 | 1890 | 1921 | 1950 | 1980 | 2001 | 2017 | 2019 | 2022 | 2024 |